# Amanda Hearst
Amanda Randolph Hearst (5 de enero de 1984) es un socialité estadounidense, modelo y heredera de los medios de comunicación del imperio de William Randolph Hearst. Es la asistente editora de moda de la revista Marie Claire.

## Biografía
Es hija de Anne Hearst, una sobrina de Patty Hearst, y bisnieta del magnate de los medios William Randolph Hearst. Su padre es Richard McChesney, que se separó de su madre antes del nacimiento de Hearst. Su padrastro es novelista, Jay McInerney. La prima de Amanda es Lydia Hearst-Shaw, también modelo. Hearst asistió a Choate Rosemary Hall, un internado en Wallingford, Connecticut. Se graduó en 2006 y se matriculó en Boston College. Posteriormente se trasladó a Fordham University, donde obtuvo una licenciatura en Historia del Arte. Hearst es una modelo firmada con la agencia IMG Models.